# Mistrzostwa Świata Juniorów w Łyżwiarstwie Szybkim 2007
36. Mistrzostwa świata juniorów w łyżwiarstwie szybkim 2007 – zawody sportowe, które odbyły się w dniach 23 - 24 lutego w austriackim Innsbrucku. 

## Tabela medalowa
| Lp. | Kraj              | Złoto | Srebro | Brąz | Razem |
| 1   | Holandia          | 3     | 2      | 0    | 5     |
| 2   | Korea Południowa  | 1     | 1      | 1    | 3     |
| 3   | Niemcy            | 0     | 1      | 0    | 1     |
| 4   | Chiny             | 0     | 0      | 2    | 2     |
| 5   | Stany Zjednoczone | 0     | 0      | 1    | 1     |

## Medale
| Konkurencja | Złoto                                                             | Srebro                                                          | Brąz                                                        |
| Mężczyźni   |                                                                   |                                                                 |                                                             |
| Wielobój    | Sjoerd de Vries                                                   | Tim Roelofsen                                                   | Trevor Marsicano                                            |
| Sztafeta    | Holandia Jan Blokhuijsen · Tim Roelofsen · Sjoerd de Vries        | Niemcy Alexej Baumgärtner · Patrick Beckert · Eric Rauschenbach | Korea Południowa Hong Seong-kon · Kim Yeong-ho · Mo Tae-bum |
| Kobiety     |                                                                   |                                                                 |                                                             |
| Wielobój    | Noh Seon-yeong                                                    | Laurine van Riessen                                             | Fu Chunyan                                                  |
| Sztafeta    | Holandia Natasja Bruintjes · Ingeborg Kroon · Laurine van Riessen | Korea Południowa Kim Yoo-rim · No Seon-yeong · Park Seung-ju    | Chiny Fu Chunyan · Li Haiyang · Wang Mengying               |